# エスプレッソで眠れない
「エスプレッソで眠れない」（エスプレッソでねむれない）は杏里9枚目のシングル。1982年2月5日発売。発売元はフォーライフ・レコード。

## 解説
- 3rdアルバム『哀しみの孔雀』からシングルカットされた。

## 収録曲
1. エスプレッソで眠れない
  - 作詞：糸井重里 作曲：鈴木慶一 編曲：岡田徹
2. シルエット オブ ロマンス
  - 作詞：佐藤奈々子 作曲：松尾清憲 編曲：鈴木慶一

## 関連作品
- 哀しみの孔雀
- 思いきりアメリカン 〜I Love Poping World,Anri〜